# French Open 2020
Die 119. French Open waren ein Grand-Slam-Tennisturnier, das zwischen dem 27. September und dem 11. Oktober 2020 in Paris im Stade Roland Garros stattfand.
Titelverteidiger im Einzel waren Rafael Nadal bei den Herren sowie Ashleigh Barty bei den Damen. Im Herrendoppel waren dies Kevin Krawietz und Andreas Mies, im Damendoppel Tímea Babos und Kristina Mladenovic und im Mixed Latisha Chan und Ivan Dodig.

## Besonderheiten
Das Turnier wurde im März 2020 wegen der COVID-19-Pandemie vom eigentlich geplanten Austragungstermin im Frühsommer (24. Mai bis 7. Juni) in den Herbst verschoben (27. September bis 11. Oktober).
Aufgrund des erforderlichen Sicherheits- und Hygienekonzepts dürfen pro Turniertag maximal 1000 Zuschauer auf die gesamte Anlage.
Ein Mixed-Turnier fand in diesem Jahr nicht statt.

## Herreneinzel
Setzliste
| Nr. | Spieler               | Erreichte Runde |
| --- | --------------------- | --------------- |
| 01. | Novak Đoković         | Finale          |
| 02. | Rafael Nadal          | Sieg            |
| 03. | Dominic Thiem         | Viertelfinale   |
| 04. | Daniil Medwedew       | 1. Runde        |
| 05. | Stefanos Tsitsipas    | Halbfinale      |
| 06. | Alexander Zverev      | Achtelfinale    |
| 07. | Matteo Berrettini     | 3. Runde        |
| 08. | Gaël Monfils          | 1. Runde        |
| 09. | Denis Shapovalov      | 2. Runde        |
| 10. | Roberto Bautista Agut | 3. Runde        |
| 11. | David Goffin          | 1. Runde        |
| 12. | Diego Schwartzman     | Halbfinale      |
| 13. | Andrei Rubljow        | Viertelfinale   |
| 14. | Fabio Fognini         | 1. Runde        |
| 15. | Karen Chatschanow     | Achtelfinale    |
| 16. | Stan Wawrinka         | 3. Runde        |

| Nr. | Spieler                | Erreichte Runde |
| --- | ---------------------- | --------------- |
| 17. | Pablo Carreño Busta    | Viertelfinale   |
| 18. | Grigor Dimitrow        | Achtelfinale    |
| 19. | Félix Auger-Aliassime  | 1. Runde        |
| 20. | Cristian Garín         | 3. Runde        |
| 21. | John Isner             | 2. Runde        |
| 22. | Dušan Lajović          | 2. Runde        |
| 23. | Benoît Paire           | 2. Runde        |
| 24. | Borna Ćorić            | 1. Runde        |
| 25. | Alex de Minaur         | 1. Runde        |
| 26. | Filip Krajinović       | 1. Runde        |
| 27. | Taylor Fritz           | 3. Runde        |
| 28. | Casper Ruud            | 3. Runde        |
| 29. | Hubert Hurkacz         | 1. Runde        |
| 30. | Jan-Lennard Struff     | 2. Runde        |
| 31. | Nikolos Bassilaschwili | 1. Runde        |
| 32. | Daniel Evans           | 1. Runde        |

## Dameneinzel
Setzliste
| Nr. | Spielerin           | Erreichte Runde |
| --- | ------------------- | --------------- |
| 01. | Simona Halep        | Achtelfinale    |
| 02. | Karolína Plíšková   | 2. Runde        |
| 03. | Elina Switolina     | Viertelfinale   |
| 04. | Sofia Kenin         | Finale          |
| 05. | Kiki Bertens        | Achtelfinale    |
| 06. | Serena Williams     | 2. Runde        |
| 07. | Petra Kvitová       | Halbfinale      |
| 08. | Aryna Sabalenka     | 3. Runde        |
| 09. | Johanna Konta       | 1. Runde        |
| 10. | Wiktoryja Asaranka  | 2. Runde        |
| 11. | Garbiñe Muguruza    | 3. Runde        |
| 12. | Madison Keys        | 1. Runde        |
| 13. | Petra Martić        | 3. Runde        |
| 14. | Jelena Rybakina     | 2. Runde        |
| 15. | Markéta Vondroušová | 1. Runde        |
| 16. | Elise Mertens       | 3. Runde        |

| Nr. | Spielerin              | Erreichte Runde |
| --- | ---------------------- | --------------- |
| 17. | Anett Kontaveit        | 1. Runde        |
| 18. | Angelique Kerber       | 1. Runde        |
| 19. | Alison Riske           | 1. Runde        |
| 20. | Maria Sakkari          | 3. Runde        |
| 21. | Jennifer Brady         | 1. Runde        |
| 22. | Karolína Muchová       | 1. Runde        |
| 23. | Julija Putinzewa       | 2. Runde        |
| 24. | Dajana Jastremska      | 1. Runde        |
| 25. | Amanda Anisimova       | 3. Runde        |
| 26. | Donna Vekić            | 1. Runde        |
| 27. | Jekaterina Alexandrowa | 3. Runde        |
| 28. | Swetlana Kusnezowa     | 1. Runde        |
| 29. | Sloane Stephens        | 2. Runde        |
| 30. | Ons Jabeur             | Achtelfinale    |
| 31. | Magda Linette          | 1. Runde        |
| 32. | Barbora Strýcová       | 2. Runde        |

## Herrendoppel
Setzliste
| Nr. | Paarung                             | Erreichte Runde |
| --- | ----------------------------------- | --------------- |
| 01. | Juan Sebastián Cabal Robert Farah   | Halbfinale      |
| 02. | Marcel Granollers Horacio Zeballos  | Achtelfinale    |
| 03. | Rajeev Ram Joe Salisbury            | Viertelfinale   |
| 04. | Łukasz Kubot Marcelo Melo           | 2. Runde        |
| 05. | Ivan Dodig Filip Polášek            | Achtelfinale    |
| 06. | Pierre-Hugues Herbert Nicolas Mahut | Achtelfinale    |
| 07. | Mate Pavić Bruno Soares             | Finale          |
| 08. | Kevin Krawietz Andreas Mies         | Sieg            |

| Nr. | Paarung                              | Erreichte Runde |
| --- | ------------------------------------ | --------------- |
| 09. | Wesley Koolhof Nikola Mektić         | Halbfinale      |
| 10. | Raven Klaasen Oliver Marach          | 1. Runde        |
| 11. | John Peers Michael Venus             | 2. Runde        |
| 12. | Jean-Julien Rojer Horia Tecău        | Achtelfinale    |
| 13. | Jamie Murray Neal Skupski            | Viertelfinale   |
| 14. | Jérémy Chardy Fabrice Martin         | Achtelfinale    |
| 15. | Jürgen Melzer Édouard Roger-Vasselin | Achtelfinale    |
| 16. | Austin Krajicek Franko Škugor        | 2. Runde        |

## Damendoppel
Setzliste
| Nr. | Paarung                               | Erreichte Runde |
| --- | ------------------------------------- | --------------- |
| 01. | Hsieh Su-wei Barbora Strýcová         | Achtelfinale    |
| 02. | Tímea Babos Kristina Mladenovic       | Sieg            |
| 03. | Elise Mertens Aryna Sabalenka         | 2. Runde        |
| 04. | Barbora Krejčíková Kateřina Siniaková | Halbfinale      |
| 05. | Gabriela Dabrowski Jeļena Ostapenko   | Achtelfinale    |
| 06. | Květa Peschke Demi Schuurs            | Achtelfinale    |
| 07. | Shūko Aoyama Ena Shibahara            | Viertelfinale   |
| 08. | Weronika Kudermetowa Zhang Shuai      | Achtelfinale    |

| Nr. | Paarung                               | Erreichte Runde |
| --- | ------------------------------------- | --------------- |
| 09. | Sofia Kenin Bethanie Mattek-Sands     | Viertelfinale   |
| 10. | Hayley Carter Luisa Stefani           | Achtelfinale    |
| 11. | Lucie Hradecká Andreja Klepač         | 1. Runde        |
| 12. | Laura Siegemund Wera Swonarjowa       | 2. Runde        |
| 13. | Viktória Kužmová Kristýna Plíšková    | Achtelfinale    |
| 14. | Alexa Guarachi Desirae Krawczyk       | Finale          |
| 15. | Ljudmyla Kitschenok Nadija Kitschenok | 1. Runde        |
| 16. | Cori Gauff Catherine McNally          | Achtelfinale    |

## Junioreneinzel
Setzliste
| Nr. | Spieler          | Erreichte Runde |
| --- | ---------------- | --------------- |
| 01. | Harold Mayot     | 2. Runde        |
| 02. | Arthur Cazaux    | Achtelfinale    |
| 03. | Kārlis Ozoliņš   | 1. Runde        |
| 04. | Natan Rodrigues  | 2. Runde        |
| 05. | Li Hanwen        | 2. Runde        |
| 06. | Luciano Darderi  | 2. Runde        |
| 07. | Dominic Stricker | Sieg            |
| 08. | Leandro Riedi    | Finale          |

| Nr. | Spieler                     | Erreichte Runde |
| --- | --------------------------- | --------------- |
| 09. | Arthur Fery                 | Achtelfinale    |
| 10. | Nicholas David Ionel        | 1. Runde        |
| 11. | Khololwam Montsi            | 2. Runde        |
| 12. | Jeffrey von der Schulenburg | 2. Runde        |
| 13. | Flavio Cobolli              | 1. Runde        |
| 14. | Gustavo Heide               | Achtelfinale    |
| 15. | Martin Breysach             | Achtelfinale    |
| 16. | Dalibor Svrčina             | 1. Runde        |

## Juniorinneneinzel
Setzliste
| Nr. | Spielerin                   | Erreichte Runde |
| --- | --------------------------- | --------------- |
| 01. | Victoria Jiménez Kasintseva | 2. Runde        |
| 02. | Alexandra Eala              | Halbfinale      |
| 03. | Elsa Jacquemot              | Sieg            |
| 04. | Polina Kudermetowa          | Halbfinale      |
| 05. | Weronika Baszak             | 1. Runde        |
| 06. | Kamilla Bartone             | 2. Runde        |
| 07. | Maria Bondarenko            | 1. Runde        |
| 08. | Oxana Selechmetjewa         | Achtelfinale    |

| Nr. | Spielerin            | Erreichte Runde |
| --- | -------------------- | --------------- |
| 09. | Alexandra Vecic      | Viertelfinale   |
| 10. | Kryszina Dsmitruk    | Viertelfinale   |
| 11. | Linda Fruhvirtová    | 2. Runde        |
| 12. | Alexandra Yepifanova | 1. Runde        |
| 13. | Elvina Kalieva       | 1. Runde        |
| 14. | A. Falej             | 1. Runde        |
| 15. | Matilda Mutavdzic    | Achtelfinale    |
| 16. | Jana Kaladsinskaja   | 1. Runde        |

## Juniorendoppel
Setzliste
| Nr. | Paarung                            | Erreichte Runde |
| --- | ---------------------------------- | --------------- |
| 01. | Arthur Cazaux Harold Mayot         | 1. Runde        |
| 02. | Nicholas David Ionel Leandro Riedi | Achtelfinale    |
| 03. | Flavio Cobolli Dominic Stricker    | Sieg            |
| 04. | Luciano Darderi Gustavo Heide      | 1. Runde        |

| Nr. | Paarung                                | Erreichte Runde |
| --- | -------------------------------------- | --------------- |
| 05. | Eliakim Coulibaly Khololwam Montsi     | 1. Runde        |
| 06. | Jérôme Kym Jeffrey von der Schulenburg | Achtelfinale    |
| 07. | Mikolaj Lorens Kārlis Ozoliņš          | Viertelfinale   |
| 08. | Bruno Oliveira Natan Rodrigues         | Finale          |

## Juniorinnendoppel
Setzliste
| Nr. | Paarung                                          | Erreichte Runde |
| --- | ------------------------------------------------ | --------------- |
| 01. | Weronika Baszak Elsa Jacquemot                   | 1. Runde        |
| 02. | Kamilla Bartone Oxana Selechmetjewa              | Halbfinale      |
| 03. | Alexandra Eala Elvina Kalieva                    | 1. Runde        |
| 04. | Victoria Jiménez Kasintseva Ane Mintegi del Olmo | Achtelfinale    |

| Nr. | Paarung                              | Erreichte Runde |
| --- | ------------------------------------ | --------------- |
| 05. | Maria Bondarenko Diana Schneider     | Finale          |
| 06. | Kryszina Dsmitruk Jana Kaladsinskaja | Viertelfinale   |
| 07. | Romana Čisovská Linda Fruhvirtová    | Achtelfinale    |
| 08. | Polina Kudermetowa Giulia Morlet     | 1. Runde        |

## Herreneinzel-Rollstuhl
Setzliste
| Nr. | Spieler           | Erreichte Runde |
| --- | ----------------- | --------------- |
| 01. | Shingo Kunieda    | Halbfinale      |
| 02. | Gustavo Fernández | Halbfinale      |

## Dameneinzel-Rollstuhl
Setzliste
| Nr. | Spielerin      | Erreichte Runde |
| --- | -------------- | --------------- |
| 01. | Diede de Groot | Halbfinale      |
| 02. | Yui Kamiji     | Sieg            |

## Herrendoppel-Rollstuhl
Setzliste
| Nr. | Paarung                        | Erreichte Runde |
| --- | ------------------------------ | --------------- |
| 01. | Stéphane Houdet Nicolas Peifer | Halbfinale      |
| 02. | Alfie Hewett Gordon Reid       | Sieg            |

## Damendoppel-Rollstuhl
Setzliste
| Nr. | Paarung                       | Erreichte Runde |
| --- | ----------------------------- | --------------- |
| 01. | Diede de Groot Aniek van Koot | Sieg            |
| 02. | Yui Kamiji Jordanne Whiley    | Finale          |

## Quadeinzel
Setzliste
| Nr. | Spieler          | Erreichte Runde |
| --- | ---------------- | --------------- |
| 01. | Dylan Alcott     | Sieg            |
| 02. | Andrew Lapthorne | Finale          |